# Palandöken-Talsperre
Die Palandöken-Talsperre (türkisch Palandöken Barajı) ist eine 35 km südwestlich der Provinzhauptstadt Erzurum in der gleichnamigen Provinz im Osten der Türkei gelegene Talsperre.
Die Palandöken-Talsperre befindet sich 7 km nordöstlich der Kleinstadt Çat.  
Sie wurde in den Jahren 1994–2001 zur Bewässerung einer Fläche von 12.038 ha sowie zur Trinkwasserversorgung errichtet.
Das Absperrbauwerk ist ein 44,45 m hoher Erd-Stein-Schüttdamm mit Lehmkern.
Das Dammvolumen beträgt 600.000 m³. 
Der Stausee bedeckt bei Normalstau eine Fläche von 22 km². Der Speicherraum beträgt 228 Mio. m³.   
Der Stausee, der an der Südflanke des namensgebenden Bergrückens Palandöken Dağı liegt, wird von den beiden Bächen Lezgi Deresi und Pisyan Deresi gespeist. Den Abfluss bildet der Tuzla Çayı. 